# Dumbrăveni, Constanța
Dumbrăveni este satul de reședință al comunei cu același nume din județul Constanța, Dobrogea, România. La recensământul din 2002 avea o populație de 522 locuitori.
În trecut s-a numit Hairanchioi, iar în turcă Hayranköy.